# Březník

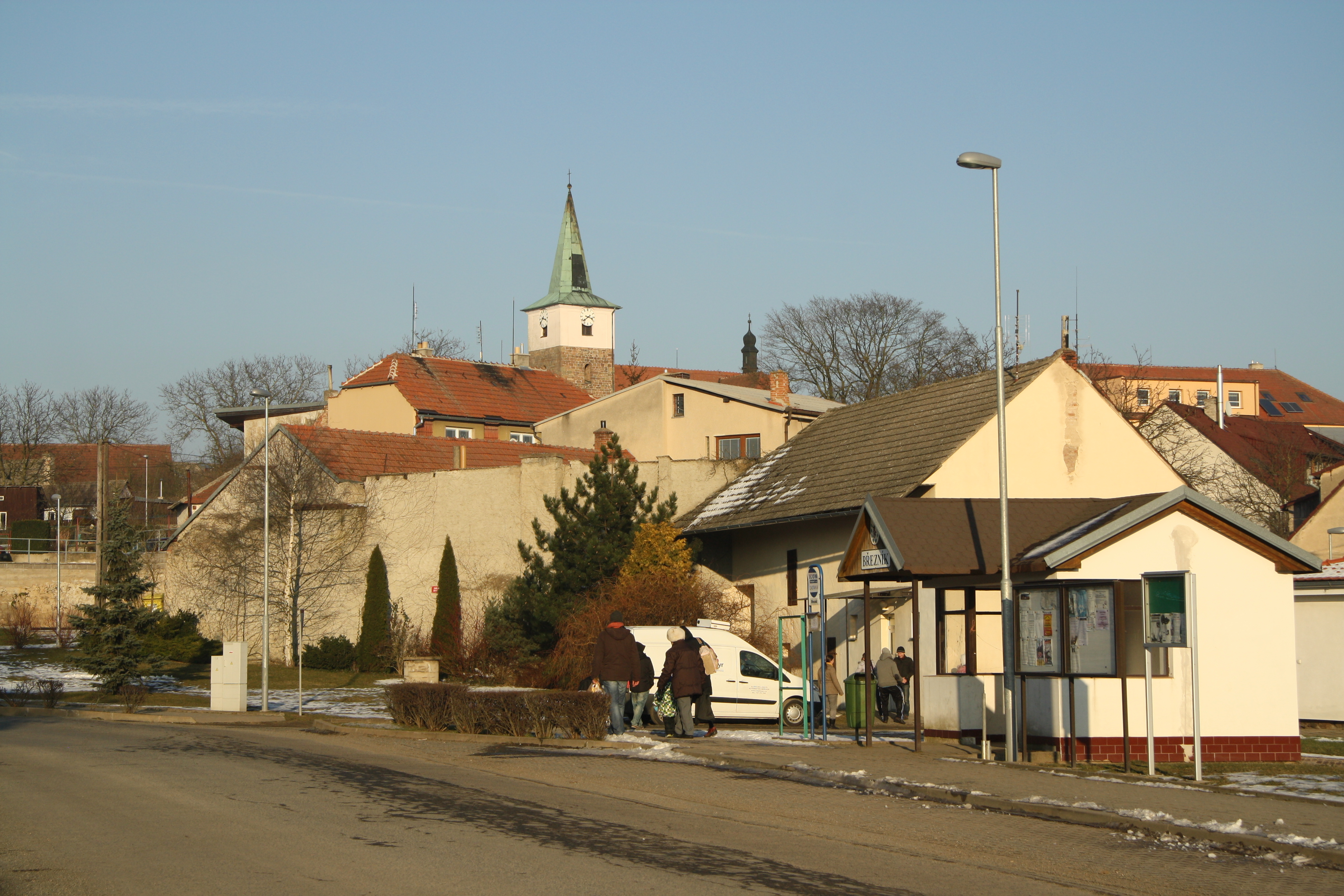
Ortszentrum

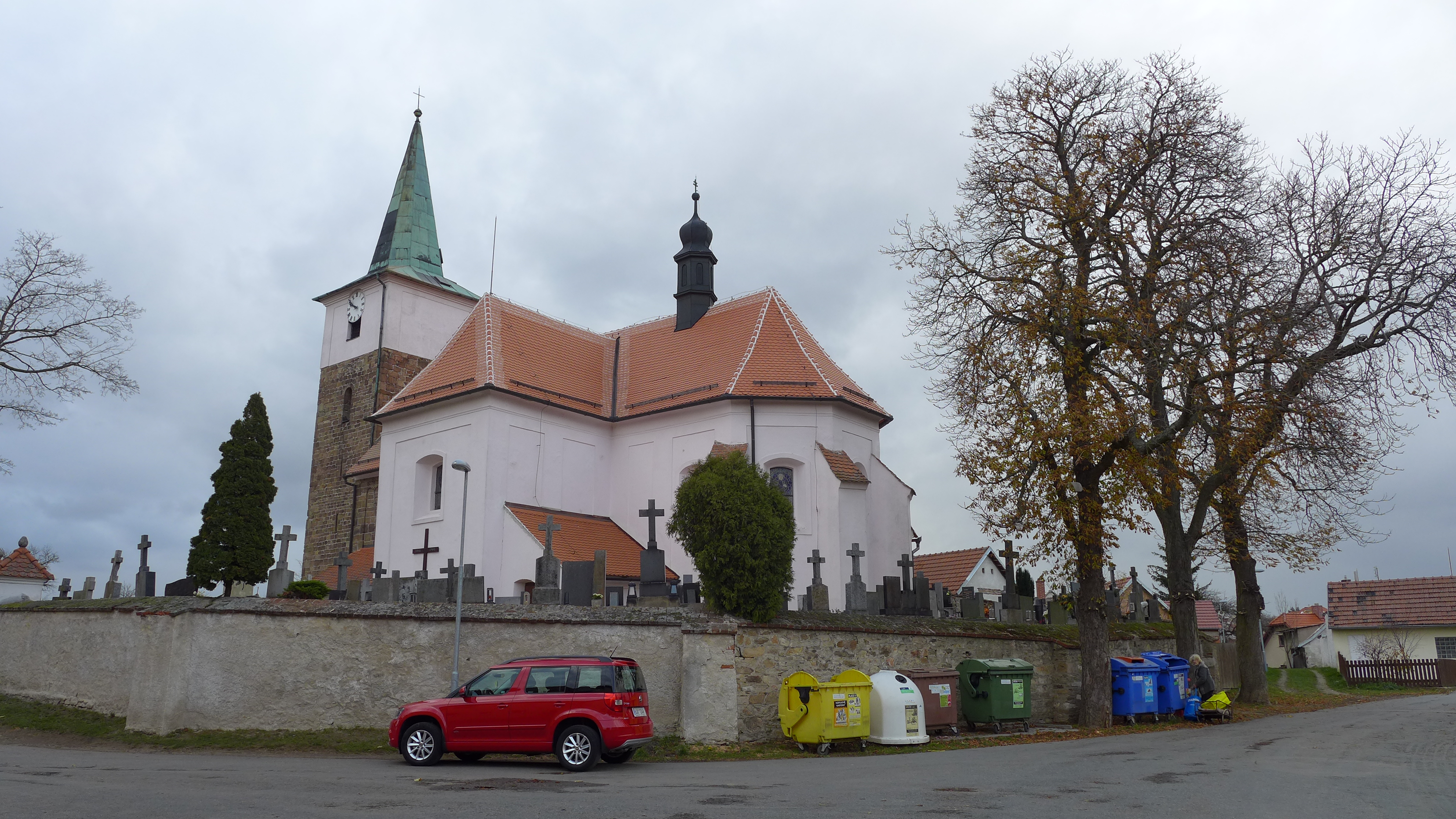
Kirche Mariä Himmelfahrt

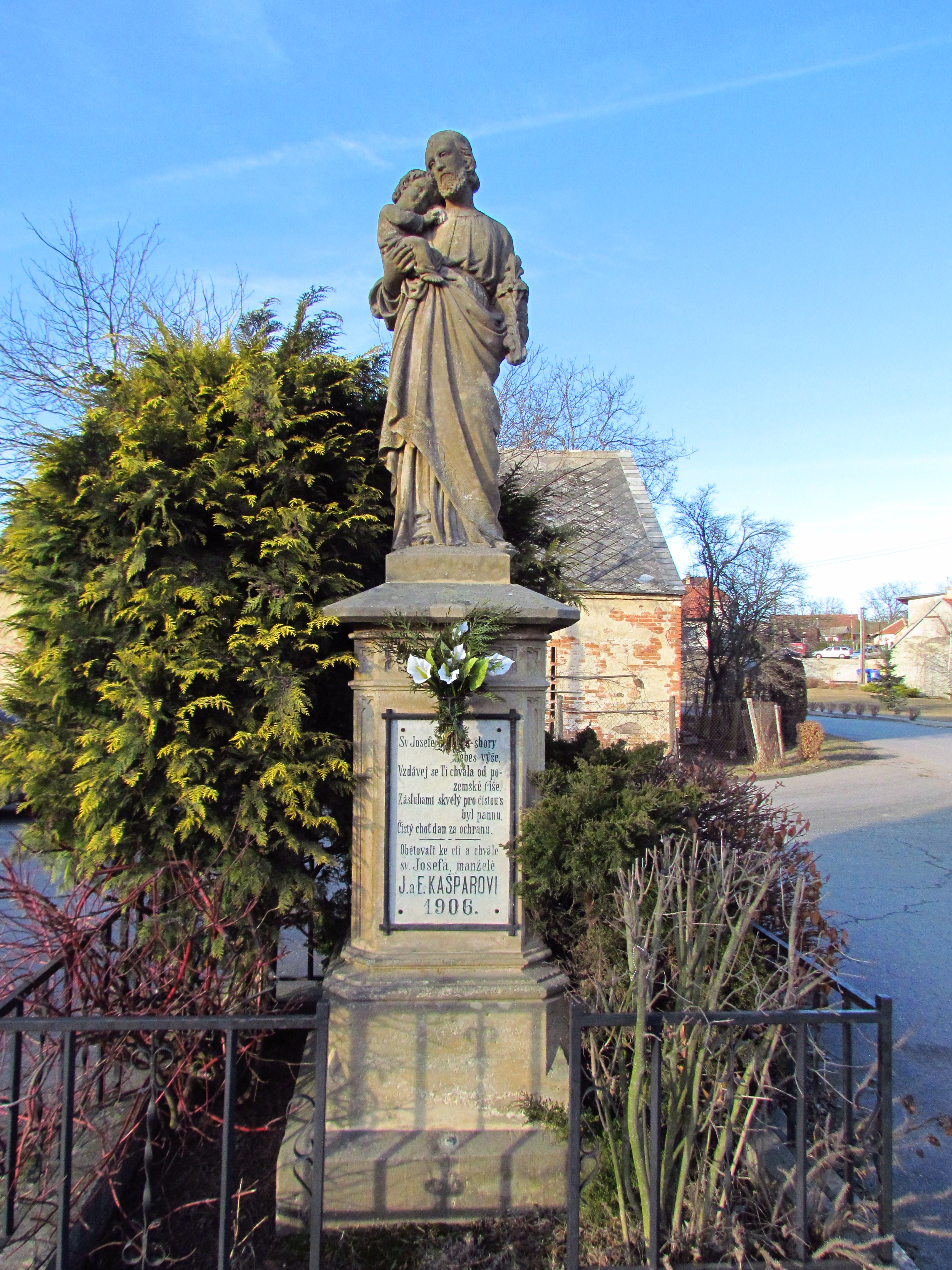
Statue des hl. Josef

Březník (deutsch Brzeznik, 1939–45 Bscheschnik, älter auch Briesnik) ist eine Gemeinde in Tschechien. Sie liegt 30 Kilometer westlich des Stadtzentrums von Brno und gehört zum Okres Třebíč.

## Geographie
Březník befindet sich im Quellgebiet des Baches Luh im Jaispitzer Hügelland (Jevišovická pahorkatina). Das Dorf liegt auf einer Hochfläche zwischen den tief eingeschnittenen Tälern der Oslava und der Chvojnice. Im Südwesten liegen auf zwei gegenüberliegen Felsspornen über dem Oslavatal die Ruinen der Burgen Sedlecký hrad und Lamberk sowie der Turm Gloriet. Durch den Ort führt die Staatsstraße II/392 zwischen Kralice nad Oslavou und Dukovany. Nördlich verläuft die Bahnstrecke Střelice–Okříšky, an der bei Kralice nad Oslavou der nächste Bahnhof liegt.
Nachbarorte sind Kralice nad Oslavou im Norden, Sudice und Ketkovice im Osten, Kuroslepy im Südosten, Kladeruby nad Oslavou, Sedlecký Dvůr, Sedlecká und Popůvky im Südwesten, Sedlec im Westen sowie Zňátky und Velkopolský Dvůr im Nordwesten.

## Geschichte
Die erste schriftliche Erwähnung erfolgte 1237 in einer Urkunde Wenzels I., in der Záviš von Březník genannt wurde. Der Ort war bis zum Beginn des 14. Jahrhunderts Sitz der Vladikenfamilie von Březník, danach erwarben die Brüder Hron und Matej von Náchod den Besitz. Der dritte der Brüder, Jan Ješek von Náchod, der 1289 nach dem Tode des Vaters, Hron von Náchod, die ostböhmische Herrschaft Nachod übernommen hatte, beschenkte 1338 die seit dem Kumaneneinfall von 1304 schadhafte Kirche in Březník, deren Wiederherstellung und Umbau im selben Jahre begann. Ješek von Březník und Náchod verkaufte 1360 einen Teil von Březník an den Besitzer der Burgherrschaft Lamberk, Jaroslav von Knínic.
Die Herrschaft der Herren von Náchod dauert bis zur Mitte des 16. Jahrhunderts. 1549 verkaufte Jindřich Březnický von Náchod, die von seinem Vater ererbte Burg Lamberk als auch die mütterlichen Güter an Václav Hodický von Hoditz. 1555 bemächtigte sich Bohunek von Leipa der Březníker Güter, dieser überließ sich 1560 an Pertold von Leipa. Dieser verkaufte den Besitz an Ulrich vom Lomnitz, der Březník 1560 an die Herrschaft Namiescht anschloss. Nach 1642 erlosch die Pfarrei Březník. Im Jahre 1752 erwarben die Grafen Haugwitz die Grafschaft Namiescht. 1785 stiftete der Religionsfonds in Brzeznik eine zum Namieschter Dekanat gehörige Lokalie.
Im Jahre 1842 bestand das im Znaimer Kreis gelegene Dorf Březnik aus 89 Häusern, in denen 569 Personen lebten. Unter dem Patronat des Religionsfonds standen die Lokalie, die Kirche Mariä Himmelfahrt und die Schule. Im Ort gab es außerdem ein herrschaftliches Jägerhaus und ein Wirtshaus. Abseits lag der herrschaftliche Meierhof Großfeld. Březnik war Pfarrort für Kuroslep. Bis zur Mitte des 19. Jahrhunderts blieb Březnik der Fideikommissgrafschaft Namiescht untertänig.
Nach der Aufhebung der Patrimonialherrschaften bildete Březník ab 1849 mit dem Ortsteil Kuroslepy eine politische Gemeinde im Gerichtsbezirk Namiest. Ab 1869 gehörte das Dorf zum Bezirk Trebitsch; zu dieser Zeit hatte Březník 661 Einwohner. Im Jahre 1888 wurde Kuroslepy eigenständig. Beim Zensus von 1921 lebten in den 128 Häusern der Gemeinde 855 Personen, darunter 854 Tschechen. Im Jahre 1930 hatte Březník 934 Einwohner. Zwischen 1948 und 1960 war die Gemeinde dem Okres Velká Bíteš zugeordnet und kam nach dessen Auflösung wieder zum Okres Třebíč zurück. Zwischen 1964 und 1990 war Kuroslepy erneut eingemeindet.

## Sehenswürdigkeiten
- Romanische Kirche Mariä Himmelfahrt erbaut wahrscheinlich nach 1175, umgebaut zwischen 1782 und 1783 unter Karl Graf von Haugwitz
- Ruine der Burg Sedlecký hrad, auch Nový hrad, auf einem Felssporn über einer Flussschleife rechts der Oslava, südwestlich des Dorfes
- Ruine der Burg Lamberk (Langenberg) auf einem Felssporn über einer Flussschleife links der Oslava, südwestlich des Dorfes
- Turm Gloriet über dem Tal der Oslava, südwestlich des Dorfes
- Barocke Statue des Hl. Josef

## Persönlichkeiten
- Johann Sokol von Lamberg († 1410), mährischer Ritter, Teilnehmer an der Schlacht bei Tannenberg und berüchtigt für seine Raubzüge